# Pseudohauerinella
Pseudohauerinella, en ocasiones erróneamente denominado  Pseudohaueriinella, es un género de foraminífero bentónico de la familia Riveroinidae, de la superfamilia Milioloidea, del suborden Miliolina y del orden Miliolida. Su especie tipo es Pseudohaureina dissidens. Su rango cronoestratigráfico abarca el Holoceno.

## Clasificación
Pseudohauerinella incluye a la siguiente especie:
- Pseudohauerinella dissidens